# Hyposypnoides undina
Hyposypnoides undina är en fjärilsart som beskrevs av Kobes 1985. Hyposypnoides undina ingår i släktet Hyposypnoides och familjen nattflyn. Inga underarter finns listade i Catalogue of Life.